# Certonotus rufipes
Certonotus rufipes là một loài tò vò trong họ Ichneumonidae.